# Leichtathletik-Länderkampf der Männer 1935 Schweiz – Deutschland
| 1. Leichtathletik-Länderkampf mit deutscher Beteiligung 1935 | 1. Leichtathletik-Länderkampf mit deutscher Beteiligung 1935 |
| ------------------------------------------------------------ | ------------------------------------------------------------ |
|                                                              |                                                              |
| Länderkampfvergleich der Männer: Schweiz – Deutschland       |                                                              |
| Austragungsort                                               | Zürich                                                       |
| Wettbewerbe                                                  | 15                                                           |
| Datum                                                        | 28. Juli 1935                                                |
| 1. GER 2. SUI                                                | 84 Punkte 54 Punkte                                          |
| Chronik                                                      |                                                              |
| ← letzter LK 1934: 00DEU-FRA (M)                             | ENG-GER (M) →                                                |

Der erste Vergleich des Leichtathletik-Länderkampfjahrs 1935 vor der Länderkampfpause im folgenden Jahr bestand in der alljährlichen Begegnung der deutschen Männer mit der Schweiz. Der dreißigste Länderkampf der Männer und 36. Länderkampf insgesamt wurde am 28. Juli in der Schweizer Stadt Zürich ausgetragen. Obwohl die deutsche Mannschaft nicht in Bestbesetzung angetreten war, endete auch dieses fünfzehnte Aufeinandertreffen der beiden Länder mit einem klaren Erfolg für Deutschland. Der Endstand lautete 84 zu 54 Punkte.

## Modus
Die Wertung wurde gestaltet wie gewohnt in den Begegnungen der beiden Teams. Einzeldisziplinen: Pl. 1: 4 P, Pl. 2: 3 P, …, Pl. 4: 1 P / Staffeln: Pl. 1: 3 P, Pl. 2: 1 P. Es gab also wie immer in diesem Treffen abweichend vom später etablierten System in den Einzeldisziplinen vier statt fünf Punkte.

## Resultate

### 100 m
| Platz | Athlet            | Land | Zeit (s) |
| ----- | ----------------- | ---- | -------- |
| 1     | Paul Hänni        | SUI  | 10,6     |
| 2     | Ludwig Marxreiter | GER  | 10,8     |
| 3     | Werner Pontow     | GER  | 11,1     |
| 4     | Albert Jud        | SUI  | 11,2     |

### 200 m
| Platz | Athlet          | Land | Zeit (s) |
| ----- | --------------- | ---- | -------- |
| 1     | Paul Hänni      | SUI  | 21,7     |
| 2     | Karl Neckermann | GER  | 22,2     |
| 3     | Albert Jud      | SUI  | 23,0     |
| 4     | Werner Pontow   | GER  | 23,2     |

### 400 m
| Platz | Athlet        | Land | Zeit (s) |
| ----- | ------------- | ---- | -------- |
| 1     | Franz Heimle  | GER  | 51,2     |
| 2     | Erwin Schäfer | GER  | 51,6     |
| 3     | Max Vogel     | SUI  | 52,0     |
| 4     | Edi Waldvogel | SUI  | 52,3     |

### 800 m
| Platz | Athlet      | Land | Zeit (min) |
| ----- | ----------- | ---- | ---------- |
| 1     | Lothar Fink | GER  | 1:59,0     |
| 2     | Emil Lang   | GER  | 2:00,0     |
| 3     | Pedretti    | SUI  | 2:02,3     |
| 4     | Schnyder    | SUI  | 2:02,7     |

### 1500 m
| Platz | Athlet           | Land | Zeit (min) |
| ----- | ---------------- | ---- | ---------- |
| 1     | Wilhelm Abel     | GER  | 4:11,0     |
| 2     | Georg Creter     | GER  | 4:12.3     |
| 3     | Gottfried Utiger | SUI  | 4:12.9     |
| 4     | Emil Müller      | SUI  | 4:18,1     |

### 5000 m
| Platz | Athlet             | Land | Zeit (min) |
| ----- | ------------------ | ---- | ---------- |
| 1     | Heinrich Haag      | GER  | 15:54,7    |
| 2     | Richard Blösch     | GER  | 15:55,3    |
| 3     | Kübler             | SUI  | 16:06,4    |
| 4     | Francis Cardineaux | SUI  | 16:21,7    |

### 110 m Hürden
| Platz | Athlet          | Land | Zeit (s) |
| ----- | --------------- | ---- | -------- |
| 1     | Willi Welscher  | GER  | 15,2     |
| 2     | René Kunz       | SUI  | 15,5     |
| 3     | Erwin Huber     | GER  | 15,8     |
| 4     | Werner Christen | SUI  | 15,8     |

### 4 × 100 m Staffel
| Platz | Besetzung       | Land                                                           | Zeit (s) |
| ----- | --------------- | -------------------------------------------------------------- | -------- |
| 1     | Deutsches Reich | Ludwig Marxreiter Willi Welscher Karl Neckermann Werner Pontow | 43,2     |
| 2     | SUI             | Jean Studer Waiser Albert Jud Paul Hänni                       | 43,5     |

### 4 × 400 m Staffel
| Platz | Besetzung       | Land                                             | Zeit (min) |
| ----- | --------------- | ------------------------------------------------ | ---------- |
| 1     | Deutsches Reich | Emil Lang Erwin Schäfer Lothar Fink Franz Heimle | 3:30,9     |
| 2     | Schweiz         | Pedretti Max Vogel Albert Jud Edi Waldvogel      | 3:34,0     |

### Hochsprung
| Platz | Athlet        | Land | Höhe (m) |
| ----- | ------------- | ---- | -------- |
| 1     | Blaser        | SUI  | 1,85     |
| 2     | Arno Wittmann | GER  | 1,75     |
| 2     | Armin Guhl    | SUI  | 1,75     |
| 4     | Karl Kühn     | GER  | 1,65     |

### Stabhochsprung
| Platz | Athlet        | Land | Höhe (m) |
| ----- | ------------- | ---- | -------- |
| 1     | Julius Müller | GER  | 4,00     |
| 2     | Paul Stalder  | SUI  | 3,60     |
| 3     | Karl Sutter   | GER  | 3,50     |
| 4     | Adolf Meyer   | SUI  | 3,40     |

### Weitsprung
| Platz | Athlet        | Land | Weite (m) |
| ----- | ------------- | ---- | --------- |
| 1     | Jean Studer   | SUI  | 7,19      |
| 1     | Erich Biebach | GER  | 7,19      |
| 3     | Arno Wittmann | GER  | 7,08      |
| 4     | Krähenbühl    | SUI  | 6,53      |

### Kugelstoßen
| Platz | Athlet        | Land | Weite (m) |
| ----- | ------------- | ---- | --------- |
| 1     | Ernst Lampert | GER  | 14,66     |
| 2     | Willi Konrad  | GER  | 14,57     |
| 3     | Spartaco Zeli | SUI  | 13.75     |
| 4     | Silvio Nido   | SUI  | 13.03     |

### Diskuswurf
| Platz | Athlet             | Land | Weite (m) |
| ----- | ------------------ | ---- | --------- |
| 1     | Otto Würfelsdobler | GER  | 44,25     |
| 2     | Ernst Lampert      | GER  | 43,88     |
| 3     | Ernst Bachmann     | SUI  | 42,36     |
| 4     | Werner Nüesch      | SUI  | 35,42     |

### Speerwurf
| Platz | Athlet          | Land | Weite (m) |
| ----- | --------------- | ---- | --------- |
| 1     | Franz Kullmann  | GER  | 63,35     |
| 2     | Jack Schumacher | SUI  | 60,20     |
| 3     | Erwin Huber     | GER  | 56,96     |
| 4     | von Arx         | SUI  | 56,28     |